# Корнуэлл, Патрисия
Патрисия Корнуэлл (англ. Patricia Cornwell; род. 9 июня 1956, Майами, Флорида) — американская журналистка и писательница, наиболее известная как автор серии детективных романов о судебно-медицинском эксперте докторе Кей Скарпетте.

## Биография
В девичестве носила фамилию Даниэлс. В пять лет осталась без отца, который оставил семью. Через семь лет Патрисия попала в приёмную семью после нервного срыва у её матери. Её воспитанием занимались поначалу соседи, известный проповедник Билли Грэм и его супруга Рут. После окончания школы училась в Колледже Дэвидсона в Северной Каролине, во время учёбы боролась с расстройствами приёма пищи, некоторое время провела в психиатрической клинике. В 1979 году Патрисия вышла замуж за своего преподавателя, Чарльза Корнуэлла (супруги развелись через десять лет), в том же году окончила колледж и устроилась работать репортёром криминальной хроники в газете The Charlotte Observer.
Корнуэлл, работая журналисткой, приобрела значительный опыт в криминалистике — она тесно общалась с судмедэкспертами, изучала медицинские записи в библиотеке морга, прошла курс криминологии в полицейской академии. Также Патрисия работала в офисе старшего судмедэксперта в Ричмонде, штат Виргиния, где ей разрешалось присутствовать на вскрытиях.
В 1983 году Корнуэлл написала свою первую книгу — биографию Рут Грэм, «Время вспоминать». Позднее она сосредоточилась на детективном жанре, используя свой опыт, приобретённый в качестве репортёра криминальной хроники. Первые её три эссе в детективном жанре были отвергнуты издателями, но один из редакторов порекомендовал Патрисии развить одного из второстепенных персонажей — судмедэксперта Кей Скарпетту. Эта героиня и внешностью, и характером напоминала саму писательницу. В 1990 году вышел первый роман, главной героиней которого стала Скарпетта, — «Вскрытие показало». Роман оказался успешен, за ним последовали продолжения: «Суть доказательств» (1991), «Всё, что остаётся» (1992), «Причина смерти» (1996), «Чёрная метка» (1999) и другие. Общее количество проданных книг из этой серии превысило 100 млн копий.
Помимо серии о Скарпетте Корнуэлл пробовала себя и в других жанрах. В 1999 году вышла её книга для детей «Маленькая сказка жизни», в 2001 году — роман «Остров собак».

## Гипотеза о Сикерте — Джeке-потрошителе и убийце Эмили Диммок
В различных теориях об установлении личности серийного убийцы Джека Потрошителя, неоднократно рассматривался в качестве соучастника убийцы или самого убийцы художник Уолтер Ричард Сикерт. В 2002 году Патрисия Корнуэлл продолжила эту традицию, создав исследование на тему личности Сикерта под названием «Портрет убийцы». Она также обвинила художника в убийстве проститутки Эмили Диммок, совершённом в 1911 году в Лондоне. Однако у большинства исследователей гипотеза об идентифицикации Сикерта с убийцей поддержки не находит. В 2017 году вышла вторая книга Корнуэлл о Сикерте.